# Cacomantis aeruginosus
El cuco moluqueño (Cacomantis aeruginosus) es una especie de cuco en la familia Cuculidae. Es endémica de las Molucas septentrionales, Indonesia.
Sus hábitats naturales son los bosques subtropicales húmedos bajos y bosques montanos.
Se encuentra amenazada por perdida de hábitat.